# Junoïta
La junoïta és un mineral de la classe dels minerals sulfurs. Rep el seu nom de la seva localitat tipus, la mina Juno, a Austràlia.

## Característiques
La junoïta és una sulfosal de fórmula química Cu₂Pb₃Bi₈(S,Se)16. Cristal·litza en el sistema monoclínic. Es troba en forma de cristalls tabulars, de fins a 150 micròmetres, i grans irregulars. La seva duresa a l'escala de Mohs es troba entre 3,5 i 4. Forma una sèrie homòloga amb la felbertalita.
Segons la classificació de Nickel-Strunz, la junoïta pertany a «02.JB: Sulfosals de l'arquetip PbS, derivats de la galena, amb Pb» juntament amb els següents minerals: diaforita, cosalita, freieslebenita, marrita, cannizzarita, wittita, neyita, nordströmita, nuffieldita, proudita, weibul·lita, felbertalita, rouxelita, angelaïta, cuproneyita, geocronita, jordanita, kirkiïta, tsugaruïta, pillaïta, zinkenita, scainiïta, pellouxita, chovanita, aschamalmita, bursaïta, eskimoïta, fizelyita, gustavita, lil·lianita, ourayita, ramdohrita, roshchinita, schirmerita, treasurita, uchucchacuaïta, ustarasita, vikingita, xilingolita, heyrovskýita, andorita IV, gratonita, marrucciïta, vurroïta i arsenquatrandorita.

## Formació i jaciments
Va ser descoberta l'any 1975 a la mina Juno, al Tennant Creek de la regió de Barkly (Territori del Nord, Austràlia). Sol trobar-se associada a altres minerals com: or natiu, heyrovskýita, krupkaïta, proudita, calcopirita, magnetita, esfalerita, cobaltita, kësterita, mawsonita, pekoïta, tetradimita, aikinita, gladita o cassiterita.